# 訃報 1984年9月
訃報 1984年9月（ふほう 1984ねん9がつ）では、1984年（昭和59年）9月中に物故した、又は物故が報じられた人物についてまとめる。

## （1日 - 15日）
- 9月1日 - 伊奈努[1]、元阪神タイガースのプロ野球選手（* 1934年）
- 9月7日 - 有吉義弥、元日本郵船代表取締役会長（* 1901年）
- 9月7日 - 田辺貞之助、フランス文学者（* 1905年）
- 9月7日 - ジョー・クローニン、メジャーリーガー（* 1907年）
- 9月8日 - 長島銀蔵、自由党参議院議員（* 1901年）
- 9月10日 - ジョルジュ・ド・ボールガール、映画プロデューサー（* 1920年）
- 9月11日 - 河合保彦、元西鉄ライオンズ2軍コーチ（* 1933年）
- 9月13日 - ちばあきお、漫画家（* 1943年）
- 9月14日 - ジャネット・ゲイナー、女優（* 1906年）
- 9月15日 - 青地晨、評論家（* 1909年）

## （16日 - 30日）
- 9月17日 - リチャード・ベイスハート、俳優（* 1914年）
- 9月19日 - 保富康午、作詞家（* 1930年）
- 9月25日 - ウォルター・ピジョン、俳優（* 1897年）
- 9月29日 - 葵まさひこ、歌手・作曲家（* 1937年）